# Death Note: New Generation
Death Note: New Generation (デスノート NEW GENERATION?, Desu Nōto New Generation) è una miniserie giapponese di tre episodi distribuita da Hulu Japan a partire dal settembre 2016. Basata sul manga di Tsugumi Ōba e Takeshi Obata, si pone cronologicamente dopo gli avvenimenti narrati in Death Note - Il film - L'ultimo nome, e rappresenta il prequel di Death Note - Il film - Illumina il nuovo mondo.

## Trama
Dieci anni dopo la morte di Light Yagami, il possessore originario del "quaderno della morte", un oggetto soprannaturale grazie al quale è possibile uccidere le persone scrivendo il loro nome sulle sue pagine, Tsukuru Mishima entra a far parte di un'unità speciale investigativa che indaga su omicidi potenzialmente riconducibili all'uso del quaderno. Nel frattempo Ryūzaki, successore designato del detective di fama internazionale Elle, dopo essersi occupato di numerosi casi all'estero decide di indagare su una serie di omicidi imputabili al Death Note. Il cyber-terrorista Yūki Shien, seguace di Kira e desideroso di ripercorrerne le gesta, riceve il quaderno dallo shinigami Ryuk e decide di testarlo su Taichi Kanagawa, colpevole di aver ucciso in passato una bambina.